# Арись (річка)
Ари́сь — річка на півдні Казахстану, в Туркестанській області, права притока Сирдар'ї. Довжина 378 км, площа басейну — 14 900 км². Джерела Арисі і її численних приток розташовані у горах Таласький Алатау і Каратау. Протікає в основному по рівнині.
Живлення снігово-дощове. Середня витрата води біля міста Арись 46,6 м³/сек. Найбільший стік у квітні, найменший — у серпні. Використовується для зрошення, у нижній течії для рисових чеків, тому часто до Сирдар'ї не дотікає.
Найбільші притоки — Машат, Аксу, Сайрамсу, Боралдай, Бадам, у долинах яких численні санаторії й будинку відпочинку, присвячені до джерел мінеральних вод.

## Річкова система
- Алмалисай (ліва)
- Сулусай (ліва)
- Теренсай (ліва)
- Балакулан (права)
- Жабагилису (ліва)
  - Курсай (права)
  - Саркирама (ліва)
  - Коксала (права)
  - Каскабулак (ліва)
  - Бетбулак (права)
  - Карасай (права)
  - Байдаксай (ліва)
    - Улькункоянди (лва)

  - Кіши-Коянди (ліва)
  - Байбараксай (права)
  - Жетімсай (ліва)
  - Калпесай (права)
  - Іргайли (ліва)
- Кулан (права)
  - Абишева (ліва)
  - Сайсу (права)
  - Комишова Балка (права)
  - Шилікти (лва)
    - Узинбулак (права)
    - Терскейбулак (ліва)
- Тасбулак (ліва)
- Баликши (права)
- Кокбулак (права)
  - Косалису (права твірна)
  - Шиліктісу (ліва твірна)
  - Капай (ліва)
  - Улькен-Кокбулак (ліва)
    - Бозторгай (права)
    - Нурбайсай (права)

  - Жиланджи (ліва)
    - Шауленбас (права)
- Карагашти (права)
  - Тарозен (права твірна)
    - Нарманкулсай (ліва)

  - Кенозен (ліва твірна)
  - Кайиршакти (права)
    - Сариказах (права)
    - Карагашти (права)
    - Коктамди (ліва)
- Курсай (права)
- Караунгір (права)
- Машат (ліва)
  - Іїрсу (права)
  - Карагашсай (права)
  - Даулбаба (права)
    - Тобилбулак (права твірна)
      - Туикбулак або Туйикбулак (ліва)
      - Улькен-Саримсаксай або Улкен-Саримсаксай (права)

  - Молбулак (ліва твірна)
    - Аюсай (ліва)

  - Кіїкбайсай (ліва)
  - Карагачева Балка (права)
  - Майбулак (права)
  - Кельте-Машат (права)